# Vukik
A vukik (angolos írásmóddal: wookiee) a Csillagok háborúja elképzelt univerzumának egyik kétlábú, értelmes faja, amely a Kashyyyk nevű bolygón él.

## Leírása

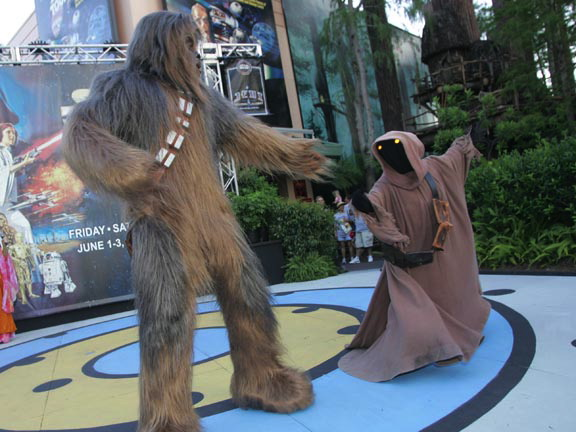
A vuki Csubakka és egy dzsava egy színpadi előadáson

A vukik hosszú szőrzettel borított kétlábú élőlények. A Kashyyyk bolygó fejlettebb, fán lakó emlősszerűiből fejlődtek ki. A hatalmas vrosir erdők legfelső rétegében alapították városaikat, jóval a ragadozó életmódú állatok és növények fölé.
Általában a vukik több mint 2 méter magasak. Bundájuknak színezete a feketétől a barnáig vagy akár a fehérig változhat. Macskaszerűen visszahúzható karmaik a fára mászáskor segítik őket. A nőknek 6 mellük van; ezekkel szoptatják kicsinyeiket. A terhesség két standard évig tart. Az újszülöttek emlős módon születnek. Az újszülött vukik majdnem 120 centiméteresek. Életük első szakaszát a vrosir fák köré épített neveldékben töltik, ahol megtanulják a túlélés és a vuki társadalom szabályait. Körülbelül 20, vagy annál több évesen, ami után minden létfontos dolgot megtanult, az ifjú vuki visszatérhet a szüleihez. Nem sokkal ezután, a fiatal vuki be kell bizonyítsa, hogy felnőttkorúvá vált. E próba alatt a vuki a syren nevű növény bimbójából szöveteket kell, hogy szerezzen. A vuki további képzése csakis szabad akarat alapján történik, azonban a legtöbb vuki vállalja ezt, hogy szüleit és családját további jövedelemhez juttassa.
A vukik hűségesek és becsületesek, harcmodoruk igen erőszakos. A vuki társadalom központja a család. A családba távolabbi rokonok, vagy nem vukik is tartozhatnak. Családjának becsülete a legfontosabb a vuki számára, ha ezt sértést éri, akkor a vuki agresszív dühbe gurul és elégtételt követel. A hűség annyira fontos számukra, hogy a vukik akár egy életen keresztül is vállalják a társuk, barátjuk adósságait. Sőt, néha a következő nemzedékre is átszáll az adósság.

## Történelmük
A Galaktikus Köztársaság legnagyobb támogatói talán a vukik voltak. Ez a szerep segítette őket, hogy visszaverjék legádázabb ellenségeiket, a trandosánokat. Habár a Köztársaság tiltotta a vukik vadászatát, a Klónháborúk után a Galaktikus Birodalom rabszolgasorsra ítélte a vukik faját. A Birodalom a trandosánokat fogadta fel a vukik vadászatára. A Birodalom csúcspontján az egész űrben vukilágerek jöttek létre, ahol rengeteg vuki dolgozott rabszolgaként. Feltételezések szerint sok vukit kényszerítettek dolgozni az Első Halálcsillag építésénél. A rabszolgaság miatt a vukik elkezdték utálni az embereket, azután is, miután a Lázadó Szövetség felszabadította Kashyyykot. Az endori csata után a Kashyyykot egyre kevesebb ember látogatta. Ez azért volt, hogy időt adjanak a vukiknak a nemzeti és kulturális felébredéshez, a vuki büszkeség visszaszerzéséhez.
A későbbiekben a vukik egyaránt támogatták az Új Köztársaságot és a Galaktikus Szövetséget is, azonban a Yuuzhan Vong invázió idején semlegesek maradtak, azért, hogy a Kashyyyk melletti űrútvonalak szabadok lehessenek mindenki számára. Körülbelül 40 évvel a yavini csata után, Jacen Solo a Galaktikus Szövetség vezérévé vált, ennek hatására a vukik kiléptek a Szövetségből és menedéket nyújtottak Leia Organának és Han Solónak. A menedékadás miatt Jacen Solo megtámadta a Kashyyykot. A támadás alatt sok várost és a bolygó nagy részét felégette. Az Új Jedi Rend segítségével a vukik a második fondori csata után elkergették Jacen Solo hadseregét.

## Megjelenésük a filmekben, videójátékokban
A vukik közül a legismertebbek Csubakka és Tarfful; mindketten részt vesznek „A Sith-ek bosszúja” című filmben, a kashyyyki csatában, amikor a vukik és a droidok csapnak össze. Csubakka a klasszikus trilógia mindhárom részében szerepel; továbbá a „Star Wars: A klónok háborúja” című televíziós sorozat 1-2 részében is látható. További szereplő még Gungi, egy padawan. A Klónok Háborúja mellett még feltűnik A Rossz Osztag című sorozatban is, mint egy szökevény és a 66-os parancs túlélője.
Zaalbar a „Star Wars: Knights of the Old Republic” című videójátékból egy vuki törzsfő száműzött fia, Mission legjobb barátja. Remek kardforgató, és rendkívül erős. Hanharr a Star Wars: Knights of the Old Republic 2. - The Sith Lords c. játékban szerepel, ami az előző játék folytatása. Itt ha a szereplőnk a sötét oldalon áll, Hanharr lesz az egyik társunk, és a Nar Shaddaa-n lehet őt társunkká fogadni. Egy másik mellékszereplővel, Mirával ellenségek.
Fekete Krrsantan egy olyan vuki, akit agresszív viselkedése miatt kitagadtak. Később fejvadászként dolgozott. Ezeket mind képregényekből tudtuk meg, de megjelent a The Book of Boba Fett-ben, ahol az ikreknek dolgozott.